# Laurent Duvernay-Tardif
Pour les articles homonymes, voir Duvernay et Tardif.
(en) Statistiques sur pro-football-reference
Laurent Duvernay-Tardif, né le 11 février 1991 à Saint-Jean-Baptiste au Québec, est un médecin et joueur de football américain évoluant au poste de garde. Le 21 septembre 2023, il annonce sa retraite sportive.  

## Biographie

### Jeunesse et études
Laurent Duvernay-Tardif est le fils de Guylaine Duvernay et de François Tardif. Laurent est le petit-fils de Guy Tardif, ancien ministre du gouvernement du Québec.
Il entreprend ses études collégiales au Collège André-Grasset et obtient son diplôme en 2010. Il part ensuite étudier en médecine à l'Université McGill et s'aligne pour les Redmen de McGill (devenu les Redbirds de l'Université McGill) de la Ligue de football universitaire du Québec de 2010 à 2013. Il remporte le titre de meilleur joueur de ligne offensive du football universitaire canadien en 2013.

### Carrière professionnelle
Il est sélectionné par les Chiefs de Kansas City lors du repêchage de 2014 de la National Football League (NFL) en sixième ronde (200e choix au total). Il est le dixième joueur issu d'une université canadienne à être sélectionné par une équipe de la NFL.
En mai 2018, Laurent Duvernay-Tardif obtient son diplôme en médecine et devient le quatrième joueur de l'histoire de la NFL et le premier joueur actif à obtenir une telle diplomation. Il avait demandé à changer le nom inscrit sur son maillot pour « M. D. », caractères désignant un docteur en médecine, changement qui lui a été refusé.
Le 2 février 2020, il participe et gagne le Super Bowl LIV face aux 49ers de San Francisco, devenant le premier joueur né au Québec à gagner un Super Bowl. Le 18 février 2020, il reçoit la Médaille d'honneur de l'Assemblée nationale du Québec.
Le 24 juillet 2020, il annonce publiquement qu’il ne participera pas à la saison 2020 en raison de la pandémie de Covid-19. Il a préféré, en tant que futur médecin, travailler dans un CHSLD. Il en profite également pour poursuivre ses études, à distance, à l'université Harvard. À la suite de cette décision, le 6 décembre 2020, Laurent Duvernay-Tardif reçoit une nomination en tant que « personnalité sportive de l'année » 2020 de la part du magazine sportif américain Sports Illustrated aux côtés de quatre autres athlètes professionnels. Il est donc absent du Super Bowl LV. En 2020, Laurent Duvernay-Tardif et Alphonso Davies se partagent le trophée Lou Marsh, remis annuellement à l'athlète par excellence du Canada.
En novembre 2021, Duvernay-Tardif est échangé des Chiefs aux Jets de New-York contre Daniel Brown (en),. Le 21 décembre 2021, la société Saint-Jean-Baptiste de Montréal nomme Laurent Duvernay-Tardif le patriote de l'année, honorant l'engagement du Québécois en faveur de la persévérance scolaire ainsi que ses efforts en tant que médecin en période de pandémie.
En novembre 2022, Duvernay-Tardif, après une pause dans sa carrière sportive de dix mois pour régler des problèmes quant à sa résidence en médecine, annonce qu'il rejoindra de nouveau l'équipe des Jets, dans un futur proche, étant à ce moment dans l'équipe de pratique du club pour s'entraîner. Désirant lui offrir une place, les Jets ont même libéré le joueur de ligne offensive Myron Cunningham de l'équipe d'entraînement.
Il annonce prendre sa retraite en septembre 2023. Duvernay-Tardif a participé à 73 rencontres en NFL,.

## Engagement social et autres activités
En avril 2020, trois ans après la création de la Fondation Laurent Duvernay-Tardif qui a pour but de promouvoir l'activité physique des jeunes du Québec et de les aider à s'épanouir, des bourses sont attribuées, par cette fondation, à de jeunes étudiants-athlètes dans le cadre d'un programme d'excellence similaire à celui dont Laurent Duvernay-Tardif a bénéficié dans sa jeunesse. Duvernay-Tardif est aussi porte-parole de Journées de la persévérance scolaire au Québec.
En 2021, l'athlète anime une série télévisée s'intitulant J'ai une question. Cette nouvelle série documentaire aborde des sujets tels le dopage sportif, l'obésité et l'autonomie alimentaire. Ce sont quatre épisodes, réalisés par Frédéric Nassif et produite par KOTV en collaboration avec Bell Média.
En 2021, il est nommé porte-parole officiel de la Fédération des producteurs de lait du Québec et participe à leur campagne dévoilant leur démarche de développement durable orientée vers la carboneutralité.
En 2023, il annonce reprendre La boulangerie Le Pain dans les Voiles de Mont-Saint-Hilaire (entreprise de ses parents) avec trois autres partenaires.
En novembre 2023, il ouvre un troisième magasin Le Pain dans les Voiles à Blainville. 

## Distinctions
- 2019 -  Chevalier de l'Ordre national du Québec[28]
- 2024 -  Membre de l'Ordre du Canada[29],[30]